# Bérczes László (rendező)
Bérczes László (Tiszanána, 1951. február 15. –) Jászai Mari-díjas magyar rendező, tanár, szerkesztő, dramaturg, fesztiválszervező. Az Ördögkatlan Fesztivál társigazgatója. Rendszeresen publikál szakmai folyóiratokba, ahová elsősorban színházi kritikákat, esszéket, interjúkat ír, de több könyv is fűződik a nevéhez.

## Életpályája
Általános- és középiskolai tanulmányait Egerben végezte (1957-1969), majd a debreceni Kossuth Lajos Tudományegyetem angol-német szakán szerzett diplomát (1976). Ezt követően a szolnoki Varga Katalin Gimnáziumban nyelvtanárkén dolgozott, több évfolyam osztályfőnöke volt. 1984-től neves színházi szakmai folyóiratokat szerkesztett (Film Színház Muzsika; Magyar Napló; Színház), azóta rendszeresen publikál.
1996-ban részt vett a Bárka Színház megalapításában, és 2011-ig művészeti tanácsadóként, valamint rendezőként is tevékenykedett a teátrumnál. 1996 és 2011 között a nevéhez fűződik a Bárka Színház berkein belül működő Hajónapló Műhely vezetése, mely kritikus- és dramaturgképző műhelyként lett ismert. 2011 és 2017 között rendező-dramaturgként a kaposvári Csiky Gergely Színházban
dolgozott.
Művészeti vezetőként, rendezőként és dramaturgként olyan szakmai- és közönségsikert aratott előadások fűződnek a nevéhez, mint például a Mulatság (Slavomir Mrozek), az Előhívás (Michael Mackenzie) vagy a Hazatérés (Harold Pinter). Kaposvári rendezései: Vaknyugat (Martin McDonagh), Bányavakság (Székely Csaba), Tél (Jon Fosse), Szigorúan ellenőrzött vonatok (Bohumil Hrabal), A gát (Conor McPherson), Rivaldafény (Nyikolaj Koljada).
Előszeretettel és nagy sikerrel rendezi Háy János drámáit: A Pityu bácsi fia (Beregszász), A Gézagyerek (Szabadka), Nehéz (Bárka Színház), A halottember (Szkéné Színház).
Számos beszélgetőkönyv szerzője: A végnek végéig (Paál István), Székely körvasút (Tompa Miklós), Talált ember (Kovács Lajos). A két legutóbbi, Cseh Tamással és Törőcsik Marival készített beszélgetőkönyve 2007-ben és 2016-ban jelent meg.
1998 óta a színházi munka és az írás mellett fesztiválszervezéssel is foglalkozik, ennek eredményeképpen az elmúlt években több ismert fesztivál megálmodója és megvalósítója volt (Ördögkatlan Fesztivál, Bárka Kikötő, Bárka Színházi Fesztivál).
Gyakran találkozunk munkáival a határon túli színházakban is (Szatmárnémeti, Kolozsvár, Szabadka, Beregszász).
Társával, Kiss Mónikával, állandó dramaturgjával, együtt hozták létre és szervezik az Ördögkatlan Fesztivált.

## Díjak
- Bálint Lajos-vándorgyűrű (1999)
- A Magyar Köztársasági Érdemrend lovagkeresztje (2006)
- Lengyel Köztársasági Érdemrend Lovagkeresztje (2006)
- Hevesi Sándor-díj (2010)
- Jászai Mari-díj (2016)
- Kőrösi Csoma Sándor-díj (2022)[3]

## Bárka-munkák
- Hajónapló (szerkesztő)
- Hajónapló Műhely (tanár)
- Bárka Kikötő a Művészetek Völgyében (szervező)
- Bárka Kikötő a Ferencvárosban (szervező)
- Bárka Nemzetközi Színházi Fesztivál (szervező)
- Titanic vízirevü (rendező, 2000)
- Slavomir Mrozek: Mulatság (rendező, 1999)
- Michael Mackenzie: Előhívás (rendező, 2001)
- Harold Pinter: Hazatérés (rendező, 2002)
- Harold Pinter: Holdfény (rendező, 2003)
- John Synge: A Nyugat hőse (rendező, 2004)
- Háy János: Nehéz (rendező, 2010)

## Könyvei
- A mezsgyén (Cégér Kiadói Kft., 1993)
- A végnek végéig (Cégér Kiadói Kft., 1995)
- Székely körvasút – Tompa Miklós mesél (Pesti Szalon könyvkiadó, 1995)
- Talált ember (Osiris, 2000)
- Cseh Tamás – Bérczes László beszélgetőkönyve (Új Palatinus Könyvesház Kft., 2007, Európa Könyvkiadó Kft., 2018)
- Az ember tragédiája – Egy előadás születése; (Bérczes L.-Bócsi K.-Vidnyánszky A., Helikon, 2011)
- Törőcsik Mari – Bérczes László beszélgetőkönyve (Európa Könyvkiadó Kft., 2016)
- Bérczes László–Szarvas József: Könnyű neked, Szarvas Józsi...; Magvető, Bp., 2018, (Tények és tanúk 137.), ISBN 9789631437232
- Mucsi Zoltán – Bérczes László beszélgetőkönyve (Európa Könyvkiadó Kft., 2020)
- Kötőszavak. Beszélgetőkönyv önmagammal; Európa, Budapest, 2023